# فيلبس (ويسكونسن)
فيلبس (بالإنجليزية: Phelps, Wisconsin)‏ هي بلدة تقع بولاية ويسكونسن في الولايات المتحدة. تبلغ مساحتها 281.8 (كم²)، وترتفع عن سطح البحر 529 م، بلغ عدد سكانها 1350 نسمة في عام 2000 حسب إحصاء مكتب تعداد الولايات المتحدة وتصل الكثافة السكانية فيها 5.5 نسمة/كم2.

## المناخ
يظهر الجدول التالي التغييرات المناخية على مدار السنة لفيلبس:
| البيانات المناخية لـفيلبس         | البيانات المناخية لـفيلبس | البيانات المناخية لـفيلبس | البيانات المناخية لـفيلبس | البيانات المناخية لـفيلبس | البيانات المناخية لـفيلبس | البيانات المناخية لـفيلبس | البيانات المناخية لـفيلبس | البيانات المناخية لـفيلبس | البيانات المناخية لـفيلبس | البيانات المناخية لـفيلبس | البيانات المناخية لـفيلبس | البيانات المناخية لـفيلبس | البيانات المناخية لـفيلبس |
| الشهر                             | يناير                     | فبراير                    | مارس                      | أبريل                     | مايو                      | يونيو                     | يوليو                     | أغسطس                     | سبتمبر                    | أكتوبر                    | نوفمبر                    | ديسمبر                    | المعدل السنوي             |
| --------------------------------- | ------------------------- | ------------------------- | ------------------------- | ------------------------- | ------------------------- | ------------------------- | ------------------------- | ------------------------- | ------------------------- | ------------------------- | ------------------------- | ------------------------- | ------------------------- |
| متوسط درجة الحرارة الكبرى °م (°ف) | −7 (20)                   | −5 (23)                   | 3 (37)                    | 11 (52)                   | 18 (64)                   | 23 (73)                   | 26 (78)                   | 23 (74)                   | 19 (67)                   | 12 (54)                   | 3 (38)                    | −3 (26)                   | 11 (51)                   |
| متوسط درجة الحرارة الصغرى °م (°ف) | −19 (−2)                  | −19 (−2)                  | −14 (7)                   | −3 (26)                   | 2 (35)                    | 8 (46)                    | 11 (51)                   | 8 (47)                    | 5 (41)                    | 1 (33)                    | −6 (21)                   | −13 (8)                   | −3 (26)                   |
| الهطول مم (إنش)                   | 30 (1.2)                  | 25 (1)                    | 38 (1.5)                  | 58 (2.3)                  | 81 (3.2)                  | 100 (4.1)                 | 94 (3.7)                  | 100 (4)                   | 99 (3.9)                  | 66 (2.6)                  | 51 (2)                    | 36 (1.4)                  | 780 (30.8)                |
| المصدر: Weatherbase               |                           |                           |                           |                           |                           |                           |                           |                           |                           |                           |                           |                           |                           |

## وصلات خارجية
- http://www.phelpswi.com
- The US50 - Cities and Towns in Wisconsin State
- Wisconsin Cities and Towns, Facts, Map, Flag, Colleges, Government, and More